# Pájaro de Saqqara

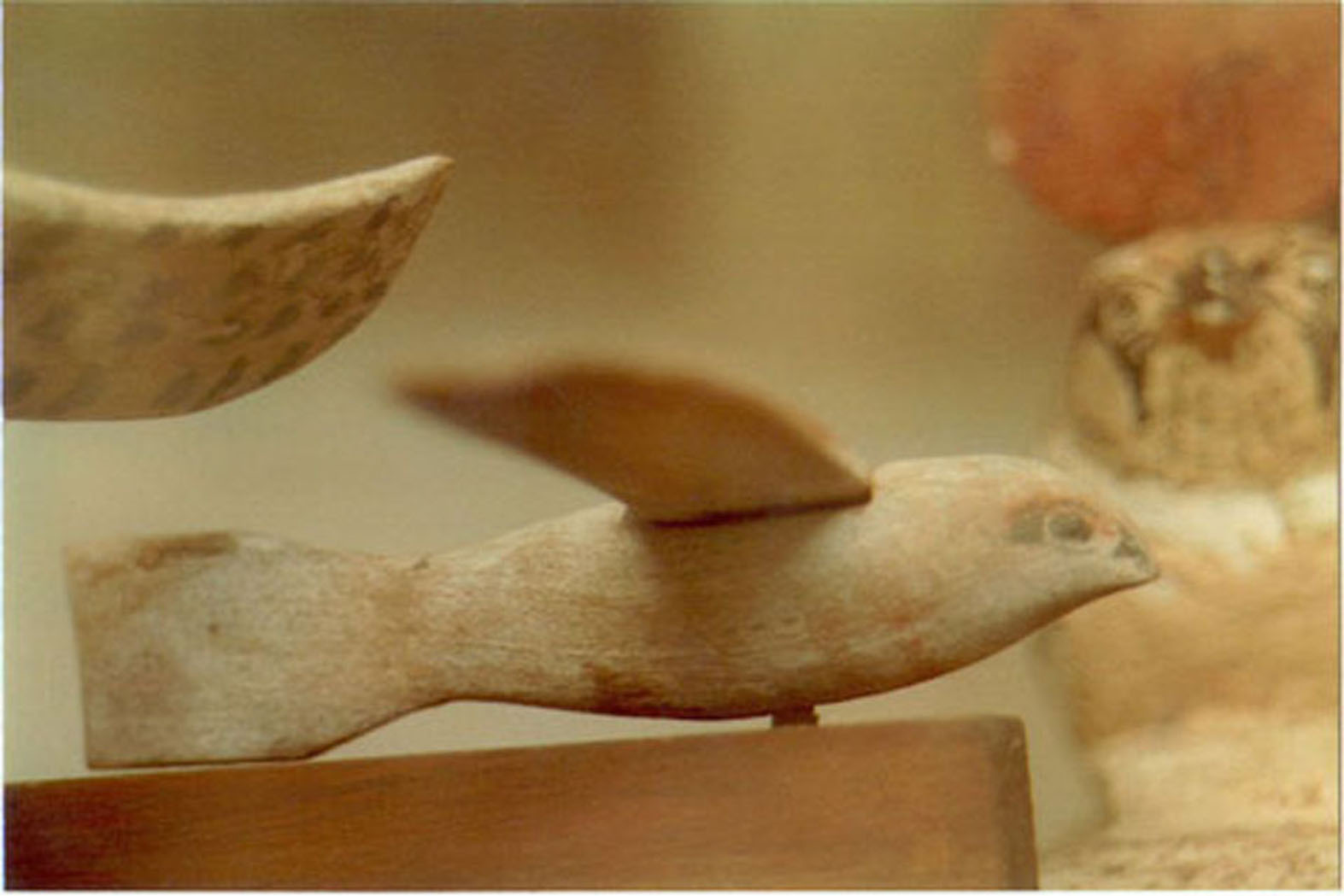
El pájaro de Saqqara.

El Pájaro de Saqqara (conocido popularmente como planeador de Saqqara) es un objeto tallado en madera de sicómoro y hallado en 1891 en la tumba de Pa-di-Amón en la antigua necrópolis egipcia de Saqqara, que se asemeja a un aerodinámico avión en miniatura. Datado hacia 200 a. C. (durante la dinastía ptolemaica), se encuentra en el Museo egipcio de El Cairo. Fue clasificado como objeto de culto por sus descubridores. 
Mide 15 cm, posee una envergadura de 18,30 cm y pesa 39 gramos; fue pintado originalmente para asemejarse a un halcón. 

## Significado

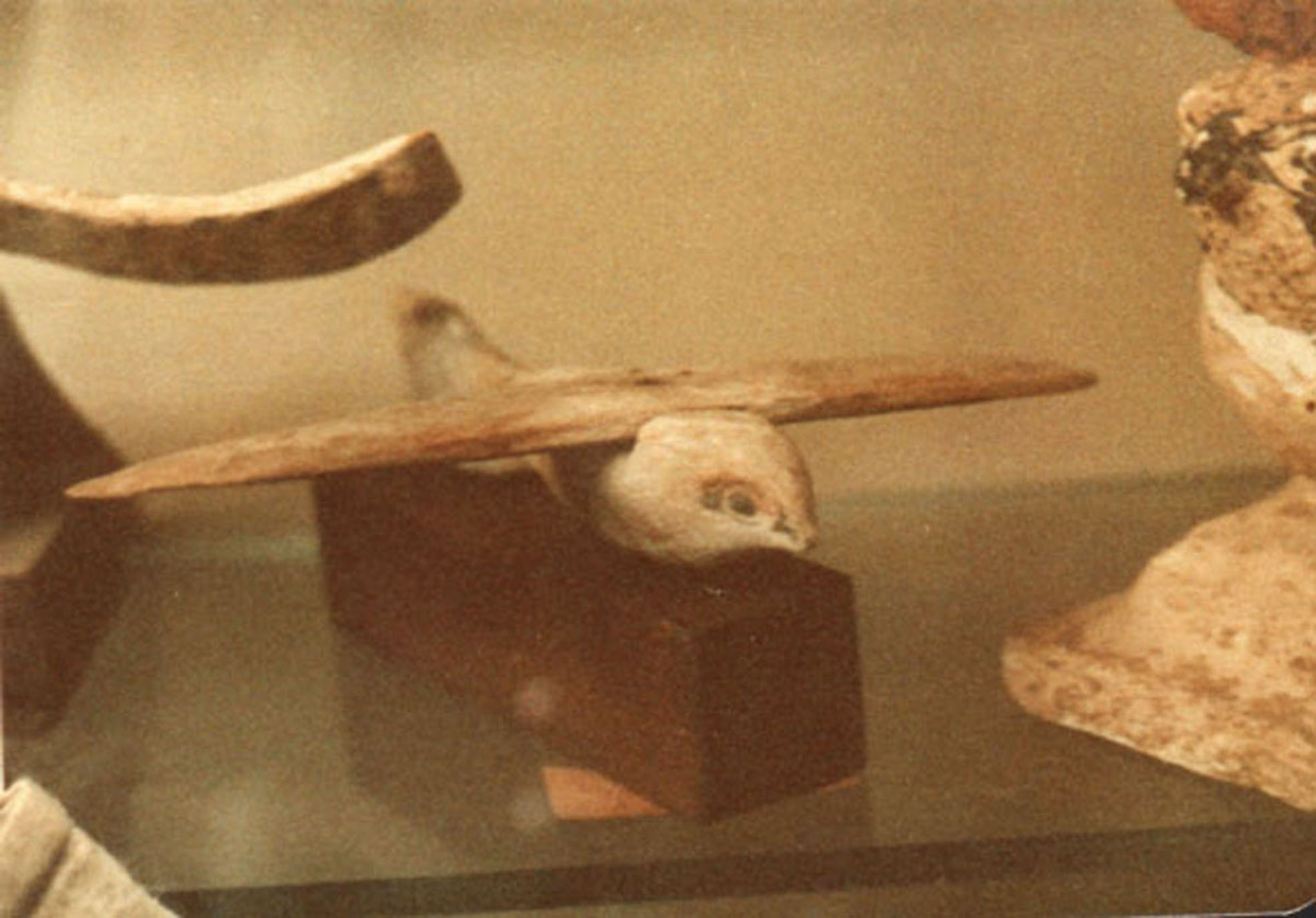
Otra vista del objeto.

El propósito o utilidad del pájaro de Saqqara son desconocidos, debido a la carencia de documentación del objeto, pero se ha especulado respecto a su significado. 
Algunos piensan que puede ser un objeto ceremonial, ya que el halcón, el ave al que se asemeja, es una forma usada comúnmente para representar a varios de los dioses más importantes de la mitología egipcia, el más notable Horus. Otros indican que pudiera ser el juguete de un niño de la clase alta, o una veleta. Incluso se ha especulado que pudiera ser un tipo de bumerán, objeto que era utilizado en el Antiguo Egipto para la caza de aves acuáticas.

### Veletas similares
En Egipto perduran dibujos grabados de veletas con formas similares al pájaro de Saqqara:
Existen varios relieves que se encuentran en el templo de Jonsu en Karnak, fechados a finales del Imperio Nuevo. Muestran veletas situadas en la parte superior de los mástiles de tres barcos, todos ellos utilizados en los festivales de Opet. El primero está sobre el mástil de un barco de Ramsés III, el segundo sobre el mástil de un barco del reinado de Herihor, y el tercero en una nave de Mery-Amón.

### Teorías de lo oculto
Los investigadores de lo esotérico lo clasifican como un oopart, un objeto fuera de lugar.
Consideran el objeto como una evidencia de que los principios de la aviación eran conocidos desde muchos siglos antes de lo que generalmente se cree. Hay quien asegura que las dimensiones y la forma del pájaro lo asemeja a una maqueta de planeador; el médico y parapsicólogo egipcio Khalil Messiha ha especulado que los antiguos egipcios desarrollaron la primera aeronave. Messiha escribió en 1983 que la figura ...representa el modelo a escala de un monoplano todavía presente en Saqqara. Aseguró que podría funcionar como un planeador si tuviese un estabilizador horizontal que él supone "que se ha perdido", señalando que los egipcios colocaban con frecuencia miniaturas de su tecnología en las tumbas.
Messiha explica que el pájaro de Saqqara se diferencia perceptiblemente de otras estatuas y modelos de pájaros expuestos en el museo de El Cairo. Según Messiha, el pájaro de Saqqara tiene un estabilizador vertical que difiere de la forma horizontal más frecuente en la cola de pájaros reales. Además, el hecho de que no tenga patas y el ángulo de sus alas que considera similar al de un avión moderno sería un intento de conseguir una sustentación aerodinámica según su teoría.
A pesar de estas conjeturas, no se ha encontrado ningún avión del Antiguo Egipto ni existe alguna otra evidencia que sugiera su existencia. Consecuentemente, la teoría de que el pájaro de Saqqara es un modelo de máquina voladora no es aceptada por los egiptólogos.

#### Pruebas de sustentación
Kahlil Messiha construyó un modelo del Pájaro de Saqqara para probar su eficacia aerodinámica. Su modelo era seis veces más grande y le añadió un estabilizador horizontal, que consideraba un elemento perdido en el original. Messiha aseguró que pudo hacer volar su modelo.
Martin Gregorie, constructor y diseñador de planeadores de vuelo libre, construyó una maqueta en madera de balsa a partir de la figura de Saqqara para intentar probar sus posibilidades de vuelo. Después de probar la réplica, Gregorie concluyó que "el Pájaro de Saqqara nunca voló. Es totalmente inestable sin un estabilizador... Incluso cuando se le ajustó un estabilizador el desarrollo del desplazamiento fue decepcionante". Y añade "En mi opinión, el pájaro de Saqqara probablemente era un juguete para un niño o una veleta."
El experto en aerodinámica Simon Sanderson testó otra réplica del pájaro en un túnel del viento, sin añadir el estabilizador, sostenido con cables, y dijo que producía cuatro veces el peso del modelo en sustentación. Tras esto, lo analizó en la Universidad de Liverpool, por medio de un moderno simulador de vuelo, que simulaba el paisaje y condiciones de la meseta de Saqqara, añadiendo, como había hecho Messiha, un estabilizador de cola que no existe en el original. Los resultados fueron positivos, lo que llevó a Sanderson a afirmar que "alrededor de 2000 años después de que los egipcios tallaran este misterioso pájaro, la tecnología moderna ha probado sin lugar a dudas que podría haber volado".